# Франц Вилхелм II фон Хоенемс
Франц Вилхелм II фон Хоенемс (на немски: Franz Wilhelm II. von Hohenems; * 1654; † 27 август 1691, Петервардайн/Петроварадин в днешна Сърбия) е граф от стария род Хоенемс-Вадуц в Хоенемс в Западна Австрия.

## Живот
Той е най-малкият син на Франц Вилхелм I фон Хоенемс (1628 – 1662), граф във Вадуц и Шеленберг, и съпругата му графиня Катарина Елеонора фон Фюрстенберг (1630 – 1676), дъщеря на граф Вратислав I фон Фюрстенберг (1584 – 1631) и контеса Лавиния Мария Текла Гонзага ди Новелара (1607 – 1639). Брат е на Мария Франциска фон Хоенемс (* 1650; † 10 февруари 1705), Фердинанд Карл фон Хоенемс (* 29 декември 1650; † 18 февруари 1686, Кауфбойрен), Мария Анна фон Хоенемс (* 1652; † 7 септември 1715) и Якоб Ханибал III Фридрих фон Хоенемс (* 7 март 1653; † 12 август 1730, Виена).
След ранната смърт на баща му императорът Леополд I дава регентството на майка му и на чичо му Карл Фридрих фон Хоенемс (1622 – 1675).
Франц Вилхелм II, заедно с братята си, посещава латинското училище на йезуитите във Фелдкирх. По-големите му братя следват в университета в Залцбург, а Франц Вилхелм II започва военна кариера. След смъртта на брат му Фердинанд Карл през 1686 г. императорът остава управлението на графствата на княжеския абат Руперт фон Бодман. Брат му Фердинанд Карл Франц поема сам управлението във Вадуц и Шеленберг и прахосва богатството, на 22 юни 1684 г. е свален, арестуван и осъден да върне ограбеното на жертвите си и остава затворен до края на живота си.
Франц Вилхелм II служи при император Леополд I като императорски кемерер, главен-лейтенант и командир на регимент. Императорът много го уважава и на 1 юли 1688 г. му дава управлението на императорската крепост Алт-Емз и на графството Хоенемс.
Франц Вилхелм II е убит на 27 август 1691 г. в Петервардайн близо до Нови Сад в днешна Сърбия, няколко месеца след женитбата му. След няколко месеца му се ражда един син.

## Фамилия
Франц Вилхелм II фон Хоенемс се жени на 3 април 1691 г. за принцеса Луиза Йозефа фон Лихтенщайн (* 13 февруари 1670; † 29 август 1736), дъщеря на княз Максимилиан II фон Лихтенщайн (1641 – 1709) и принцеса Йохана Беатрикс фон Лихтенщайн (1650 – 1672). Те имат един син:
- Франц Вилхелм Максимилиан „постумус“ фон Хоенемс в Хоенемс (* 28 март 1692, Графенег; † 6 ноември 1759, Грац), женен на 26 юни 1741 г. в Грац за графиня Мария Валбурга Ребека фон Вагеншперг (* 1 май 1720; † 19 февруари 1768, Грац); те имат девет деца, от които пораства само дъщеря им:
  - Мария Ребека фон Хоенемс (1742 – 1806), наследничка на Лустенау и Бистрау, омъжена на 4 януари 1761 г. за граф Франц Ксавер фон Харах-Рорау (1732 – 1781), син на граф Фридрих Август фон Харах-Рорау (1696 – 1749) и принцеса Мария Елеонора Каролина фон Лихтенщайн (1703 – 1757).

Вдовицата му Луиза Йозефа фон Лихтенщайн се омъжва втори път на 1 септември 1692 г. за граф Якоб Ернст Лесли (1669 – 1737) и има с него двама сина.